# Федеральное ведомство по делам миграции и беженцев
Федеральное ведомство по делам миграции и беженцев (нем. Bundesamt für Migration und Flüchtlinge, BAMF) — федеральное государственное учреждение Германии, находящееся в подчинении Министерства внутренних дел ФРГ. Штаб-квартира ведомства располагается в Нюрнберге. Ведомство занимается вопросами, связанными с регулированием пребывания иностранцев в Германии.

## Цели и задачи
Федеральное ведомство является центральным миграционным органом с компетенцией в области миграции, интеграции и возвращения и отвечает за следующие задачи в Германии:
- Убежище/защита беженцев
- Осуществление процедуры предоставления убежища и решения по ходатайствам о предоставлении убежища
- Управление Центрального реестра иностранцев (АЗР)
- Гуманитарный прием ( федеральная программа приема , контингенты , переселение )
- Интеграция/миграция
- Проведение интеграционных курсов (согласно § 1 IntV ) и языковой поддержки, связанной с работой (курсы ESF-BAMF)
- Консультации по вопросам миграции для взрослых иммигрантов (MBE)
- Порядок приема еврейских иммигрантов из государств-правопреемников бывшего Советского Союза
- Офис Германской исламской конференции (DIK)
- Компетентный орган ЕС - Фонд убежища, миграции и интеграции (AMIF)
- возвращение
- Центральный офис по предоставлению информации о помощи при возвращении (ZIRF)
- Федерально-государственное координационное бюро по интегрированному управлению возвратом (IRM-BKL)
- Исследовательский центр / европейское сотрудничество
- Научные исследования в области убежища, миграции и интеграции
- Признание исследовательских институтов из стран, не входящих в ЕС
- Национальный контактный пункт Европейской миграционной сети (ЕМС)

## История
Когда 12 января 1953 г. вступил в силу Постановление о признании и распределении иностранных беженцев (AsylVO), Федеральное агентство по признанию иностранных беженцев с 40 сотрудниками в Нюрнберге- Лангвассере размещалось в так называемом лагере Валка (ранее Казармы СС ) для работы. Первые жители, так называемые перемещенные лица (бездомные иностранцы) из стран Балтии, назвали лагерь беженцев в честь латвийско-эстонского приграничного города Валка ; впоследствии название стало синонимом лагеря. [5]В 1961 году учреждение , в котором работало около 50 сотрудников, было перенесено в Цирндорф (район Фюрт) рядом с казармами, которые с 1959 года использовались в качестве коллективного склада для иностранцев.
В 1965 году он был переименован в Федеральное ведомство по признанию иностранных беженцев (Закон об иностранцах от 21 апреля 1965 года). Федеральное управление является высшим федеральным органом, входящим в компетенцию Федерального министерства внутренних дел . В 1980 году в Федеральном ведомстве работало около 240 сотрудников. Из-за увеличения числа заявлений о предоставлении убежища с 1 августа 1980 г. отдельные лица, принимающие решения, которые не зависели от инструкций, заменили комитеты по признанию председателем и двумя экспертами, которые ранее принимали решения по заявлениям о предоставлении убежища. В 1986 году большая часть сотрудников снова работала в Нюрнберг-Лангвассер в арендованном офисном здании.
В 1980-х годах количество заявлений о предоставлении убежища резко возросло (около 100 000 заявлений о предоставлении убежища в 1980 году; около 200 000 заявлений о предоставлении убежища в 1990 году). Причинами этого были условия, похожие на гражданскую войну в Турции в 1974 году, и распад Советского Союза в 1992 году (около 303 000 заявлений о предоставлении убежища в 1992 году). После интенсивных переговоров это увеличение привело к принятию нового закона в конце 1992 года (компромисс о предоставлении убежища). Последовали организационные и кадровые изменения, которые ускорили процедуру предоставления убежища. Было принято решение о переносе штаб-квартиры в бывшие южные казармы в Нюрнберге.
В 1993 году в офисе работало более 4000 человек. 1 июля 1993 года во всех федеральных землях было достигнуто максимальное количество филиалов - 48. После реформы закона о предоставлении убежища, которая сократила количество просителей убежища, с конца 1993 года было принято решение о приостановлении приема на работу, а с 1995 года и далее был сокращен персонал. В ноябре / декабре 1996 года, после трех с половиной лет ремонта, штаб-квартира Федерального управления переехала в бывшие южные казармы на Франкенштрассе в Нюрнберге в качестве нового офисного здания.
До 2004 года Федеральное ведомство назначало Федерального комиссара по вопросам убежища (старая версия раздела 6 AsylVfG ), который мог принимать участие в процедурах предоставления убежища в Федеральном ведомстве и в судебных разбирательствах в судах административной юрисдикции и возбуждать судебные иски против решения Федерального ведомства. Он был назначен Федеральным министерством внутренних дел и был связан его инструкциями.

## Расширение зоны ответственности с 2005 года
С вступлением в силу Закона об иммиграции (1 января 2005 г.) многие задачи государственной интеграции, которые были юридически закреплены в законе, впервые были объединены в Федеральном ведомстве, а другие были добавлены за последние несколько лет. Федеральное ведомство по признанию иностранных беженцев (BAFL) стало Федеральным ведомством по миграции и беженцам (BAMF). В дополнение к существующим задачам, таким как ведение Центрального реестра иностранцев (AZR) или содействие возвращению , существовала область содействия интеграции и, следовательно, задача продвижения языковых и ориентационных курсов, советов по миграции и приема еврейских иммигрантов. из государств-правопреемников Советского Союза. Таким образом, федеральное ведомство превратилось из чисто органа по вопросам убежища в центр компетенции по вопросам миграции и интеграции. Создан экспертный совет по иммиграции и интеграции (иммиграционный совет). Его задача - регулярно представлять внутренние возможности приема и интеграции, а также текущее развитие миграционных перемещений.
21 июля 2005 г. был создан центральный офис по предоставлению информации о помощи при возвращении (ZIRF) для координации и организации помощи при возвращении. Его задача - содействовать добровольному возвращению лиц, ищущих убежища, путем предоставления информации и советов. В декабре 2014 г. на основе совместного заявления министров внутренних дел и сенаторов о проблемах политики в отношении беженцев (17 октября 2014 г.) при Федеральном государственном координационном центре по интегрированному управлению возвращением (BLK-IRM) был создан Федеральное управление по миграции и беженцам.

## Судебные процессы и рост количества беженцев во время кризиса
В связи с кризисом с беженцами на офис оказывалось все большее давление. Как накопившиеся около 250 000 необработанных старых заявлений о предоставлении убежища, так и серьезные недоразумения по поводу объявлений о возможном приостановлении действия Дублинского соглашения в ходе кризиса встретили непонимание в Германии и других европейских странах. Перед объявлением из BAMF произошла утечка внутренних документов из офиса организации Pro Asyl , в которых обсуждалось изменение подхода к беженцам из Сирии. СМИ заявили, что согласно внутреннему руководству BAMF, беженцы из Сирии, подавшие прошение о предоставлении убежища в Германии, также нарушают Дублинскую конвенцию и больше не будут возвращены в те страны ЕС, в которых они были впервые зарегистрированы. По данным Федерального министерства внутренних дел, «можно предположить, что сирийские беженцы отныне могут твердо рассчитывать на то, что смогут остаться в Федеративной Республике».  В конце концов, офис был вынужден объявить в твиттере 25 августа 2015 года, что дублинская процедура в отношении сирийских граждан фактически больше не применяется в данный момент.  Некоторые наблюдатели приписали этой новости значительный вклад в увеличение числа беженцев, направляющихся в Германию. 
В мае 2015 года федеральный министр внутренних дел заявил, что Томас де Мезьер (ХДС) хочет увеличить штат Федерального управления на 2800 человек, в будущем 4800 сотрудников, чтобы иметь возможность справиться с растущим числом заявлений о предоставлении убежища. На 2016 год запланировано дальнейшее увеличение штата до 6300 должностей и еще 1000 временных должностей. Вновь принятый персонал будет проходить обучение в квалификационном центре, открытом в 2015 году.
С 4-го квартала 2015 года агентство расширяет свою сеть по всей Германии. Цель состоит в том, чтобы сократить время ожидания и, следовательно, продолжительность процедуры предоставления убежища за счет комплексного управления беженцами в центрах прибытия во всех федеральных землях.
В центрах прибытия регистрация, инструктаж, медицинский осмотр и процедура предоставления убежища осуществляются в одном месте различными соответствующими органами. Процедура предоставления убежища (слушание/решение) проводится в так называемых филиалах . В то же время некоторые из них, как региональные офисы, являются контактными лицами для поставщиков мер интеграции и несут ответственность за работу по интеграции на месте и выполнение задач миграции. Процессы принятия решений решаются в центрах принятия решений .
17 февраля 2017 года прокурор Франкфурта-на-Майне начал расследование в отношении лейтенанта Франко А. за подготовку «акта насилия, угрожающего государству». Тот выдал себя за сирийского беженца в Баварии в конце 2015 года, был признан военным беженцем, хотя не говорил по-арабски, а только на ломанном французском языке, получил комнату в многоквартирном доме и до ареста получал около 400 евро в месяц в качестве социальных выплат.  В то же время он по-прежнему работал в бундесвере. Он также незаконно получал оружие, крал боеприпасы, обменивался правыми экстремистскими взглядами и имел записи, указывающие на возможную террористическую атаку правых. Федеральный суд признал это обвинение в ноябре 2019 года Франко А. Инцидент означал отсутствие мер для сотрудников.
В начале июня 2018 года стало известно, что контракты нескольких сотен сотрудников BAMF без причины не могут быть продлены из-за запрета на сетевые контракты для персонала без причины. В письме от 22 мая 2018 года президент BAMF Ютта Кордт объяснила, что в 1937 году у власти было неограниченное количество должностей и что около 3200 сотрудников были временными. Отложить все эти должности было невозможно из-за бюджетных требований.

## Глава Федерального агентства
С 3 июля 2000 года по 30 ноября 2010 года Альберт Максимилиан Шмид , [16] Государственный секретарь в. Д., президент Федерального ведомства.
Манфред Шмидт был президентом BAMF с 1 декабря 2010 г. по 17 сентября 2015 г.
18 сентября 2015 года Франк-Юрген Вайзе возглавил офис (сохранив при этом свою должность в Федеральном агентстве занятости ). Георг Тиль был назначен заместителем руководителя . Из-за юридических ограничений для председателя правления Федерального агентства занятости, которые изначально не были учтены в решении в пользу способа, обязанности главы офиса формально выполнял вице-президент Майкл Грисбек, который 15 июня 2016 года в МВД был переведен. Вице-президентами были Ута Дауке (с 23 мая 2016 г.; проживает в Берлине) и Ральф Тислер (с 1 октября 2016 г.).
Ютта Кордт была главой Федерального ведомства с 1 января 2017 года (первоначально временно), президентом которого она стала 1 февраля 2017 года в качестве преемника Франка-Юргена Вайзе и заместителем главы которого она была ранее с 1 октября. 2016 г. Освободилась 15 июня 2018 года.
18 июня Федеральное министерство внутренних дел подтвердило свое намерение выдвинуть Ханса-Экхарда Зоммера в федеральный кабинет в качестве нового президента BAMF. 

## Структура и организация
Федеральное ведомство подразделяется на управление, департаменты, группы и подразделения. Сопровождающие комитеты, консультативные советы и форумы экспертов поддерживают руководство и департаменты. 
Руководство с руководящим составом: президент Ханс-Экхард Зоммер, вице-президент Урсула Прашма, вице-президент Андреа Шумахер. К руководящему составу прикреплены различные должностные лица, например, сотрудник службы безопасности, сотрудник по обеспечению равных возможностей или сотрудник по защите данных. 
- Департамент 1: Центральные службы, персонал / организация, инфраструктура
- Отдел 2: Информационные технологии, контроллинг, статистика, управление рисками
- Отдел 3: Бизнес-процесс предоставления убежища, Дублинская процедура
- Отдел 4: Регион Север, Запад
- Отдел 5: Восточный регион, Юго-Запад, Юг
- Отдел 6: Основы процедуры предоставления убежища, обеспечение качества, информационный центр по вопросам убежища и миграции, судебные разбирательства
- Отдел 7: Безопасность в процедурах предоставления убежища, возвращение, право на проживание, Центральный регистр иностранцев
- Отдел 8: Интеграция и социальная сплоченность
- Отдел 9: Международные задачи, Фундаментальные вопросы миграции, Управление фондами ЕС
- Отдел 10: Исследования